# Murphy's Irish Stout

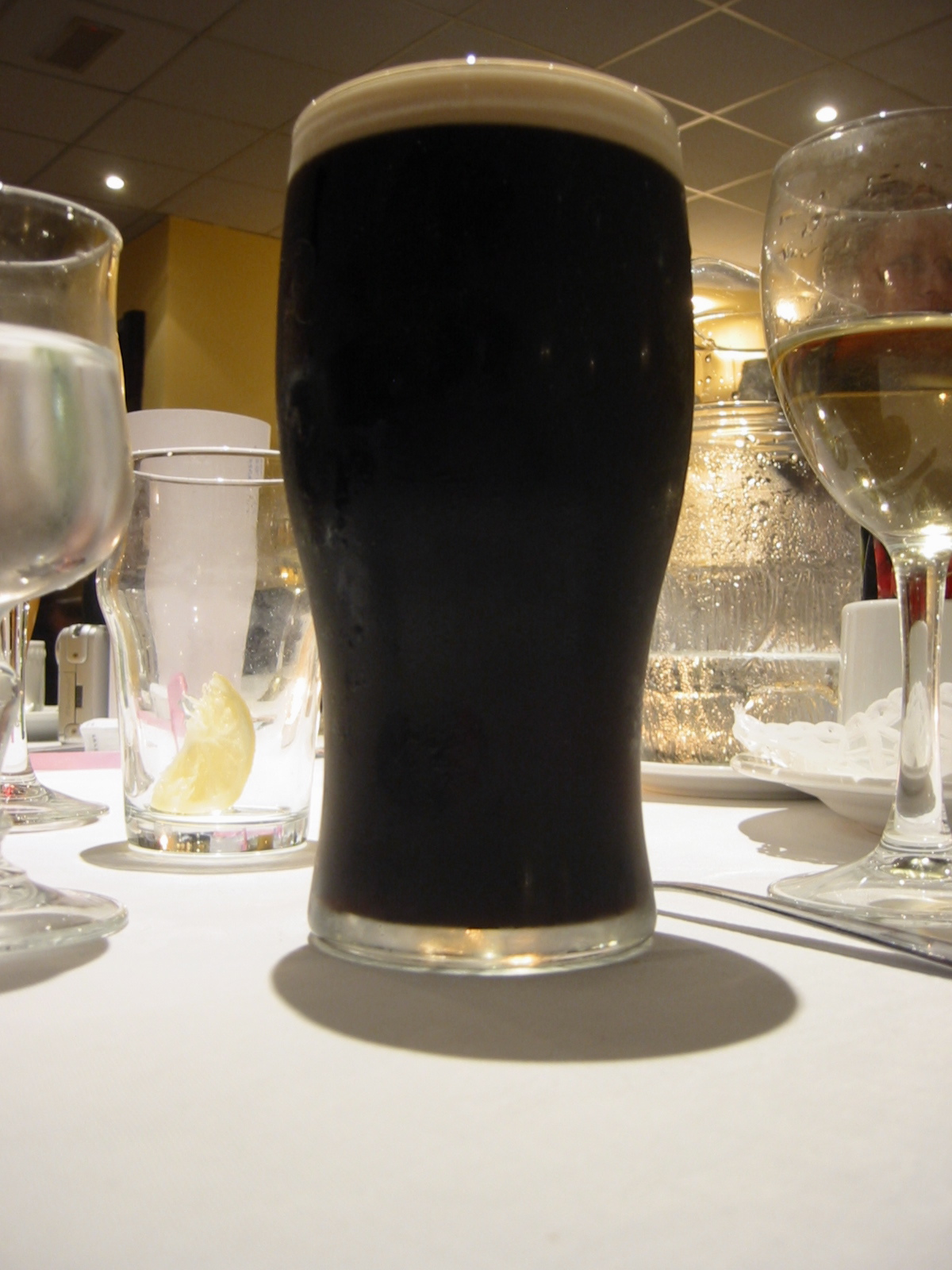
Um copo de Murphy’s Irish Stout

Murphy’s Irish Stout é uma cerveja preta fabricada pela empresa Cervejaria Murphy´s (empresa do grupo Heineken), na República da Irlanda.